# Pas awaryjny

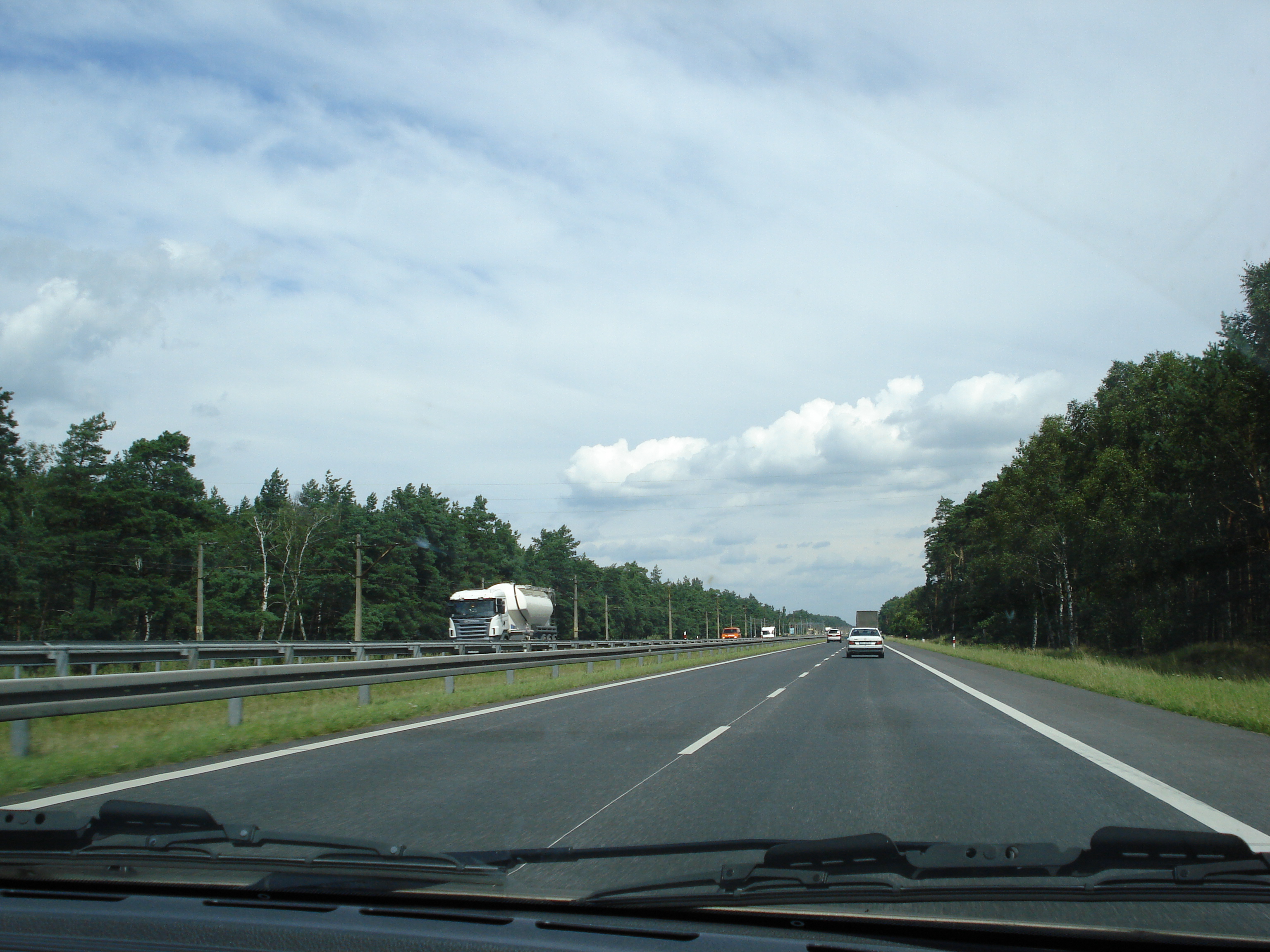
Dwa pasy ruchu oraz po prawej oddzielony linią ciągłą pas awaryjny; droga ekspresowa S3 (Polska)

Pas awaryjny (pas awaryjnego postoju) – część pobocza służąca do zatrzymania pojazdu na określony czas z przyczyn naturalnych oraz postoju pojazdów unieruchomionych z przyczyn technicznych bądź kolizyjnych.
Stanowi on pas przyległy do jezdni autostrady lub drogi ekspresowej, normalnie wyłączony z ruchu pojazdów, wykorzystywany jedynie w wyjątkowych okolicznościach. Pas awaryjny jest zlokalizowany po prawej stronie jezdni (po lewej na drogach krajów o ruchu lewostronnym) i jest oddzielony od pozostałych pasów linią ciągłą.
W warunkach normalnie odbywającego się ruchu wjazd i postój na pasie awaryjnym bez powodu są surowo zabronione. Grozi za to mandat 300 zł. W przypadku awarii pojazdu, wypadku, zatrzymania przez Policję lub inną służbę do tego uprawnioną czy też przyczyn naturalnych pas jest wykorzystywany do zabezpieczenia, w miarę możliwości, unieruchomionych pojazdów, tak aby nie zakłócać ruchu. Na autostradach i niektórych drogach ekspresowych, na skraju pasa awaryjnego, umieszczane są w regularnych odstępach telefony służące do wezwania pomocy.
Pas awaryjny bywa również, na części lub całości szerokości, wykorzystywany jako pas ruchu w przypadku zwężenia jezdni spowodowanego robotami drogowymi. Niekiedy również zdarza się otwieranie pasa awaryjnego jako dodatkowego pasa ruchu w sytuacji zatoru drogowego na pozostałych pasach. W takich przypadkach pas awaryjny jest udostępniany dla wszystkich użytkowników drogi lub tylko dla niektórych ich kategorii (zwykle dla środków transportu zbiorowego).
W większości krajów posiadanie przez drogę pasa awaryjnego jest warunkiem zakwalifikowania jej jako autostrady. Niemniej jednak wyjątkowo można napotkać autostrady bez pasa awaryjnego na krótkich odcinkach, co spowodowane jest najczęściej niemożliwością wybudowania go z powodów ograniczeń wynikających z przebiegu autostrady (zdarza się szczególnie na terenach silnie zurbanizowanych). Przykładem takiej autostrady jest A4 na odcinku Bielany Wroc. – Krzyżowa. Z drugiej strony w niektórych krajach i na niektórych autostradach występują pasy awaryjne z obydwu stron jezdni.